# Schippelsweg (metropolitana di Amburgo)
Schippelsweg è una stazione della metropolitana di Amburgo, sulla linea U2.